# Kontrapas
Treść tego artykułu od 2021-03 należy opracować w taki sposób, aby nie uwypuklała nadmiernie polskiej specyfiki / aby nie zawężała się tylko do polskich warunków
Dokładniejsze informacje o tym, co należy poprawić, być może znajdują się w dyskusji tego artykułu.
 Po wyeliminowaniu niedoskonałości należy usunąć szablon {{Dopracować}} z tego artykułu.

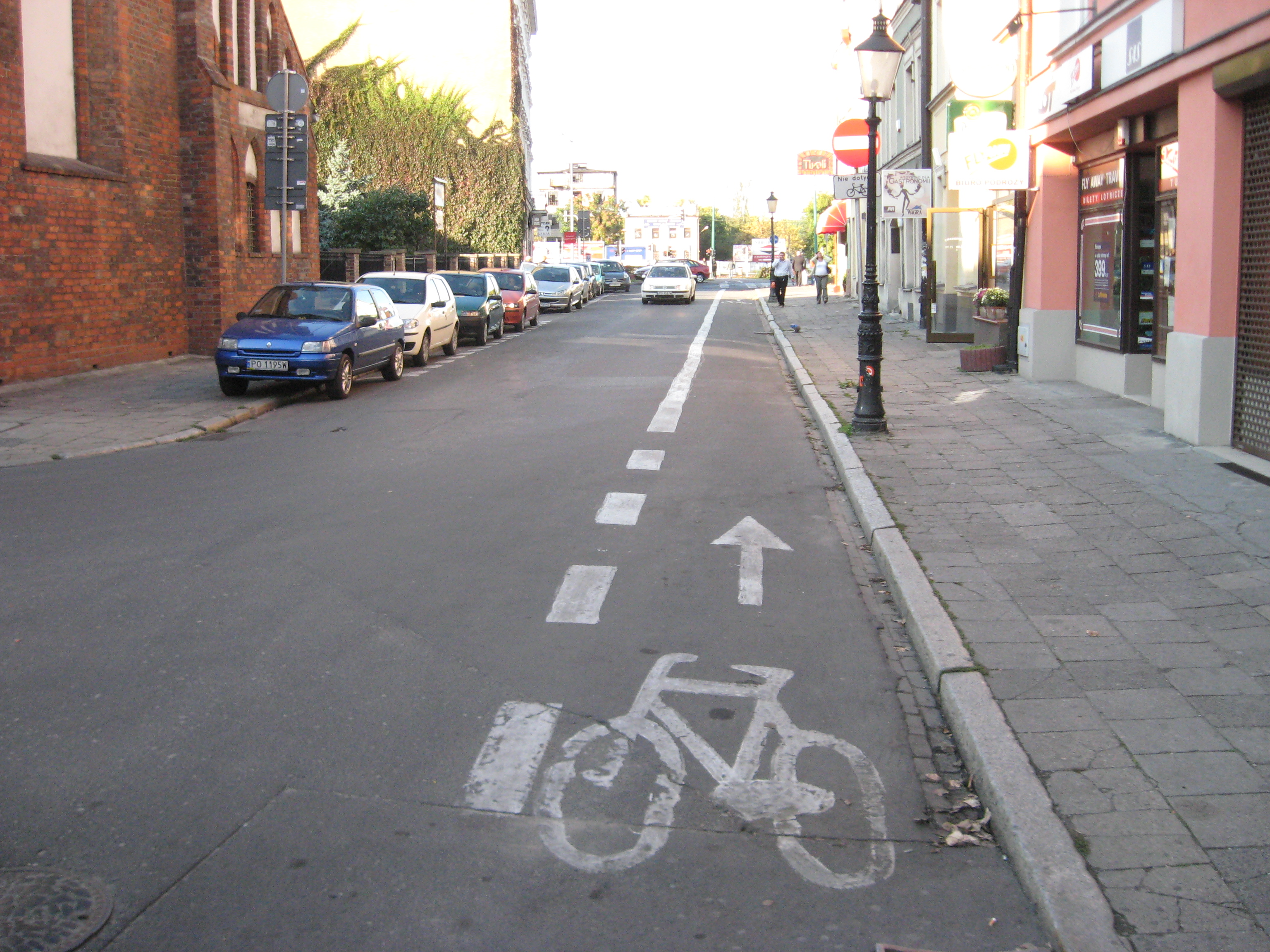
Kontrapas rowerowy w ul. Wronieckiej w Poznaniu

Kontrapas – wydzielony pas jezdni ulicy jednokierunkowej przeznaczony dla ruchu określonej kategorii pojazdów (np. rowerów lub autobusów) w kierunku przeciwnym do obowiązującego pozostałe pojazdy.

## Kontrapas rowerowy w Polsce

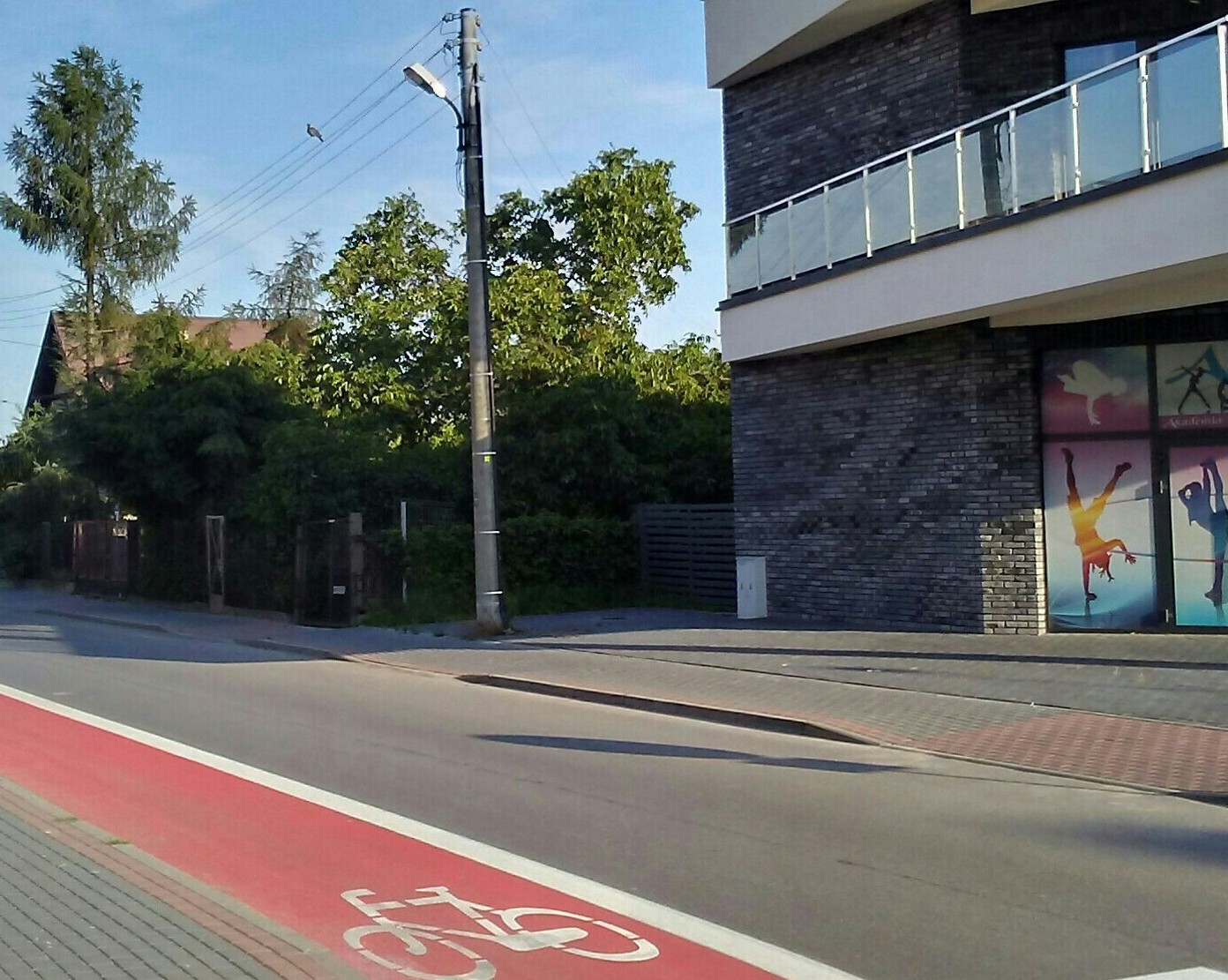
Kontrapas przy ulicy Smugowej w Tomaszowie Mazowieckiem

Kontrapas rowerowy jest jednym ze sposobów ustanawiania ulic jednokierunkowych dla ruchu ogólnego jako dwukierunkowych dla rowerzystów. Kontrapasy wyznacza się przy lewej krawędzi jezdni, przeciwnie do kierunku ruchu pojazdów, za pomocą oznakowania pionowego i poziomego. Można je stosować na ulicach o dozwolonej prędkości 50 km/h lub niższej.
Kontrapas rowerowy zawsze jest częścią jezdni, nie należy go mylić z drogą dla rowerów. Służy on do poruszania się tylko w jednym kierunku – nie mogą z niego korzystać rowerzyści poruszający się zgodnie z kierunkiem drogi jednokierunkowej.
W Polsce pierwszy kontrapas rowerowy był wytyczony w 1993 r. na ulicy Wronieckiej w Poznaniu.
Kontrapas jest niskonakładowym sposobem dogęszczenia sieci rowerowej. Jest to rozwiązanie dość bezpieczne, gdyż zapewnia kontakt wzrokowy pomiędzy kierowcą a mijającym go rowerzystą.
Kontrapasy rowerowe wiążą się również z pewnymi problemami. Wielu rowerzystów ma problemy z odróżnianiem dwukierunkowych dróg rowerowych od jednokierunkowych kontrapasów i porusza się nimi „pod prąd”. Podobny błąd popełnia również część kierowców, domagając się od rowerzystów, aby korzystali z kontrapasa poruszając się zgodnie z kierunkiem ruchu ulicy jednokierunkowej. Pewnym problemem jest również zatrzymywanie się kierowców na kontrapasie podczas wyjeżdżania z ulicy podporządkowanej (problem ten wynika w dużej mierze ze słabej widoczności i niewystarczającego oznakowania).

## Kontrapas autobusowy w Polsce
Pierwszy kontrapas autobusowy został wytyczony w Gdyni na ul. Chwarznieńskiej. Jego celem było przyspieszenie transportu publicznego w szczycie porannym na trasie Chwarzno - Śródmieście Gdyni. Kontrapas działa na zasadzie sterowania pasami ruchu (Sygnalizatory S-4 i S-7). Dzięki wspomnianej sygnalizacji nad pasami ruchu oraz dodatkowej infrastrukturze ITS (znaki zmiennej treści, pętle indukcyjne) w określonych (na podstawie rzeczywistego czasu przejazdu) okresach doby zamykany jest jeden z pasów ruchu na mniej obciążonej jezdni w kierunku Chwarzna. Całe rozwiązanie zostało zintegrowane z trójmiejskim systemem zarządzania ruchem TRISTAR. Autobus pokonuje dystans 1100 m w kontraruchu, oszczędzając do 10 minut na jednym przejeździe. Oficjalne uruchomienie kontrapasa oraz pierwszy przejazd autobusów transportu publicznego miało miejsce 16 grudnia 2019.